# Новая повесть о православном российском государстве
«Новая повесть о православном российском государстве» — анонимное произведение, написанное в 1610—1611 годах в Москве, призывавшее к борьбе русского народа против польских интервентов.
В произведении прославлялась оборона Смоленска, патриарх Гермоген, осуждались предатели, сотрудничающие с поляками. Борьба с интервенцией трактовалась как борьба за православную веру. По одной из версий автором повести был дьяк Григорий Елизаров.
Распространялась среди жителей захваченной Москвы.

## Текст
- Новая повесть о православном Российском царстве